# تشارلز مان
تشارلز مان (بالإنجليزية: Charles Mann)‏ هو لاعب كرة قدم أمريكية أمريكي، ولد في 12 أبريل 1961 في ساكرامنتو في الولايات المتحدة.

## وصلات خارجية
- تشارلز مان على موقع مرجع كرة القدم المحترفة.كوم (الإنجليزية)
- تشارلز مان على موقع IMDb (الإنجليزية)